# 1839
1839 (MDCCCXXXIX) byl rok, který dle gregoriánského kalendáře započal úterým.

## Události
- 6. ledna – Během silné vichřice zahynuly v Irsku stovky lidí, bylo zničeno 42 lodí a v Dublinu asi pětina domů.
- 6. června – Do Břeclavi přijel první vlak.
- 1. července – Na španělském škuneru Amistad se vzbouřili otroci, kteří po soudním líčení v USA získali svobodu.
- 2. července – Po úmrtí Mahmuta II. se osmanským sultánem stal Abdülmecid I., který vládl do roku 1861.
- 7. července – Byl zahájen provoz na železniční trati Brno–Břeclav respektive první pravidelné spojení Vídeň–Brno, 144 km (část Severní dráhy císaře Ferdinanda).
- 25. srpna – Mezi Spojeným královstvím a Čínou začala bitvou u Kau-lunu tříletá První opiová válka.
- V Brně byl postaven palác Padowetz.

### Probíhající události
- 1817–1864 – Kavkazská válka
- 1839–1842 – První opiová válka
- 1839–1842 – První anglo-afghánská válka

## Vědy a umění
- 14. srpna – Louis Daguerre si nechal v Anglii patentovat vynález daguerrotypie, který byl o pět dní později předán k veřejnému použití francouzskou vládou, která vynález odkoupila.
- Francouzský fyzik Alexandre Edmond Becquerel objevil fotovoltaický jev.
- Německý chemik Christian Friedrich Schönbein znovuobjevil ozón, který považoval za nový prvek.
- Švédský chemik Carl Gustaf Mosander objevil chemický prvek lanthan.
- František Ladislav Čelakovský vydal sbírku básní Ohlas písní českých.

## Narození

### Česko

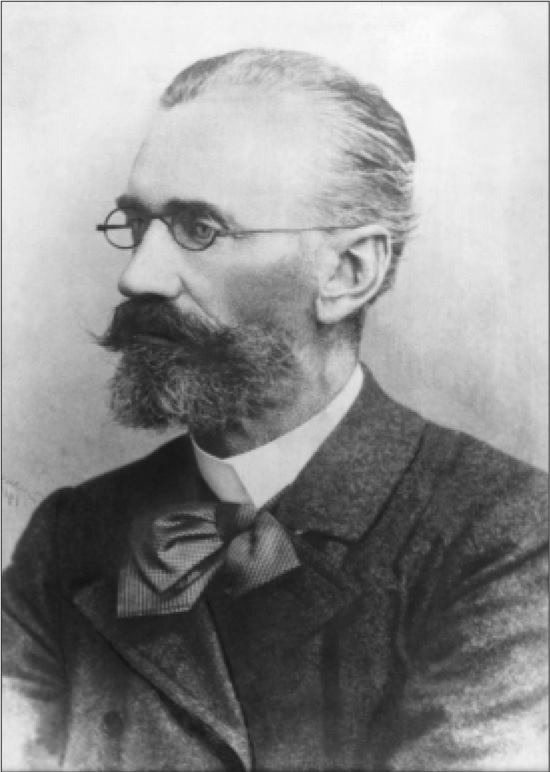
Gustav Ziegelheim (* 7. února; kartograf a profesor)

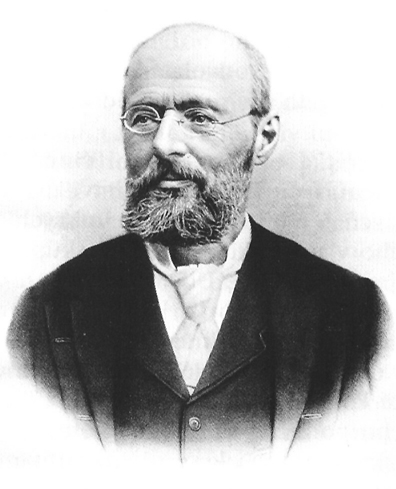
Emil Škoda (* 18. listopadu; průmyslník)

- 05. ledna – Gottfried Lindauer, novozélandský malíř († 13. června 1926)
- 07. ledna – Antonín Škoda, pedagog, překladatel z řečtiny a latiny († 25. května 1919)
- 09. ledna – Gustav Karl Laube, geolog a paleontolog († 12. dubna 1923)
- 18. ledna
  - Norbert Javůrek, lékař a hudební skladatel († 29. ledna 1880)
  - František Vinkler, novinář, překladatel, společenský organizátor na Mělnicku, defraudant († 6. července 1899)
- 20. ledna – Karel Tichý, podnikatel a politik († 22. června 1908)
- 28. ledna – Karel Gerber, odborník na pojišťovnictví († 26. května 1899)
- 29. ledna – Josef Böttinger, fotograf († 14. října 1914)
- 07. února
  - Robert Daublebský ze Sternecku, český šlechtic, vojenský zeměměřič, astronom a geofyzik († 2. listopadu 1910)
  - Gustav Ziegelheim, český montanista a kartograf německé národnosti, příbramský profesor a rektor († 13. listopadu 1904)
- 08. února – Václav Pařík, lékař a národní buditel († 9. prosince 1901)
- 16. února – Václav Radimský, poslanec Českého zemského sněmu, starosta Kolína († 25. ledna 1907)
- 21. února – Václav Sedláček, právník a politik († 22. srpna 1894)
- únor – Vojtěch Křišťan, kněz a diplomat († 9. března 1890)
- 04. března – Josef Fanderlík, politik († 8. května 1895)
- 09. března – Františka Stránecká, spisovatelka († 27. května 1888)
- 10. března – Gustav Wiedersperg, šlechtic a politik († 8. května 1898)
- 14. března – Václav Frič, obchodník s přírodninami a podnikatel († 10. června 1916)
- 24. března – František Štolba, profesor chemické technologie a enzymologie, rektor ČVUT († 4. duben 1910)
- 29. března – Vilemína Nerudová, houslistka († 15. dubna 1911)
- 06. dubna – Vilém Weitenweber, spisovatel a novinář († 1. prosince 1901)
- 12. dubna – Julius Lippert, historik a politik († 12. listopadu 1909)
- 24. dubna – Ludwig Grünberger, klavírista a hudební skladatel († 12. prosince 1896)
- 30. dubna – Antonín Mölzer starší, stavitel varhan († 8. srpna 1916)
- 02. května – Quido Havlasa, hudební skladatel, dirigent, sbormistr a varhaník († 14. ledna 1909)
- 07. května – František Zákrejs, spisovatel († 9. června 1907)
- 25. května – Antonín Čeloud, třebíčský betlemář († 30. června 1918)
- 10. června – Antonín Konvalín, poslanec Moravského zemského sněmu, starosta Nových Syrovic († ?)
- 17. června – Robert Nápravník, novinář a překladatel († 28. února 1877)
- 19. června – Jan Duchoslav Panýrek, středoškolský profesor, popularizátor fyziky a chemie, básník († 18. srpna 1903)
- 23. července – Bernhard Sperk, veterinář († 2. února 1912)
- 26. července – Edmund Chvalovský, herec, divadelní a operní režisér († 1. října 1934)
- 24. srpna – Eduard Nápravník, hudební skladatel a dirigent († 23. listopadu 1916)
- 01. září – Václav Vlček, novinář a spisovatel († 17. srpna 1908)
- 07. září – Marie Hřímalá, klavíristka a operní pěvkyně († 13. května 1921)
- 08. září – Antonín Petrof, podnikatel, zakladatel firmy Petrof († 9. srpna 1915)
- 26. září – Jan M. Černý, poslanec Českého zemského sněmu († 7. března 1893)
- 30. září – Jindřich Houra, poslanec Českého zemského sněmu († 14. ledna 1917)
- 12. října – Karel M. Kmoch, kněz pečující o hluchoněmé († 17. dubna 1913)
- 17. října – Ida Marie z Lichtenštejna, knížecí princezna († 4. srpna 1921)
- 18. října – Karel Němec, zahradnický odborník († 3. května 1901)
- 20. října – Rudolf Alter, poslanec Českého zemského sněmu a Říšské rady († 15. října 1917)
- 11. listopadu – Martin Josef Říha, teolog a šestý českobudějovický biskup († 7. února 1907)
- 18. listopadu – Emil Škoda, zakladatel strojírenské firmy Škoda († 8. srpna 1900)
- 23. listopadu – Jan Havelka, pedagog, etnograf a spisovatel († 20. října 1886)
- 24. listopadu – František Ladislav Chleborád, ekonom, průkopník družstevnictví († 20. července 1911)
- 28. listopadu – František Wildmann, kněz, autor historických spisů a národní buditel († 9. března 1900)
- 11. prosince – Eduard Knoll, poslanec Českého zemského sněmu a starosta Karlových Varů († 24. listopadu 1890)

### Svět

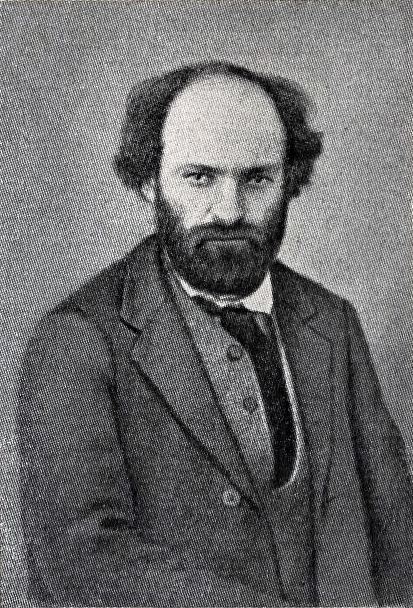
Paul Cézanne (* 19. ledna)

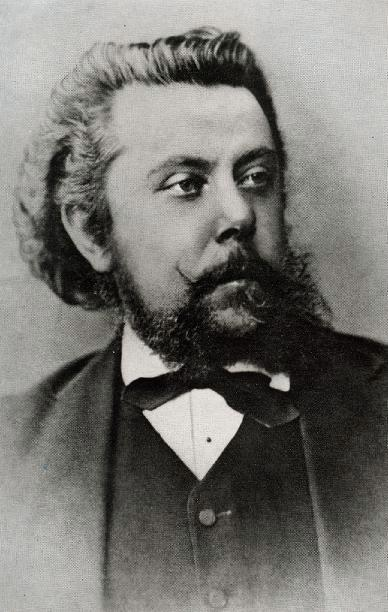
Modest Petrovič Musorgskij (* 21. března)

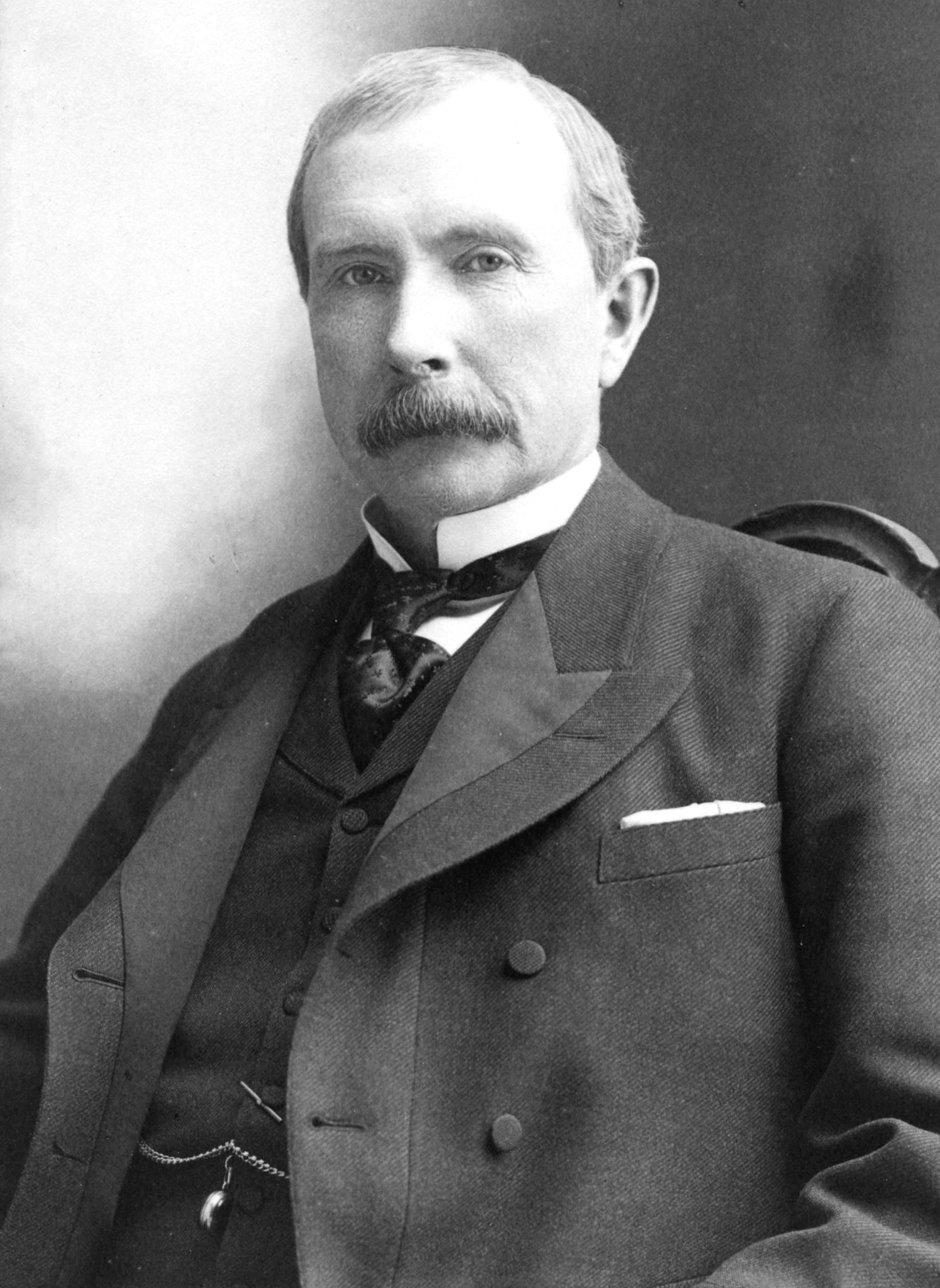
John D. Rockefeller (* 8. července)

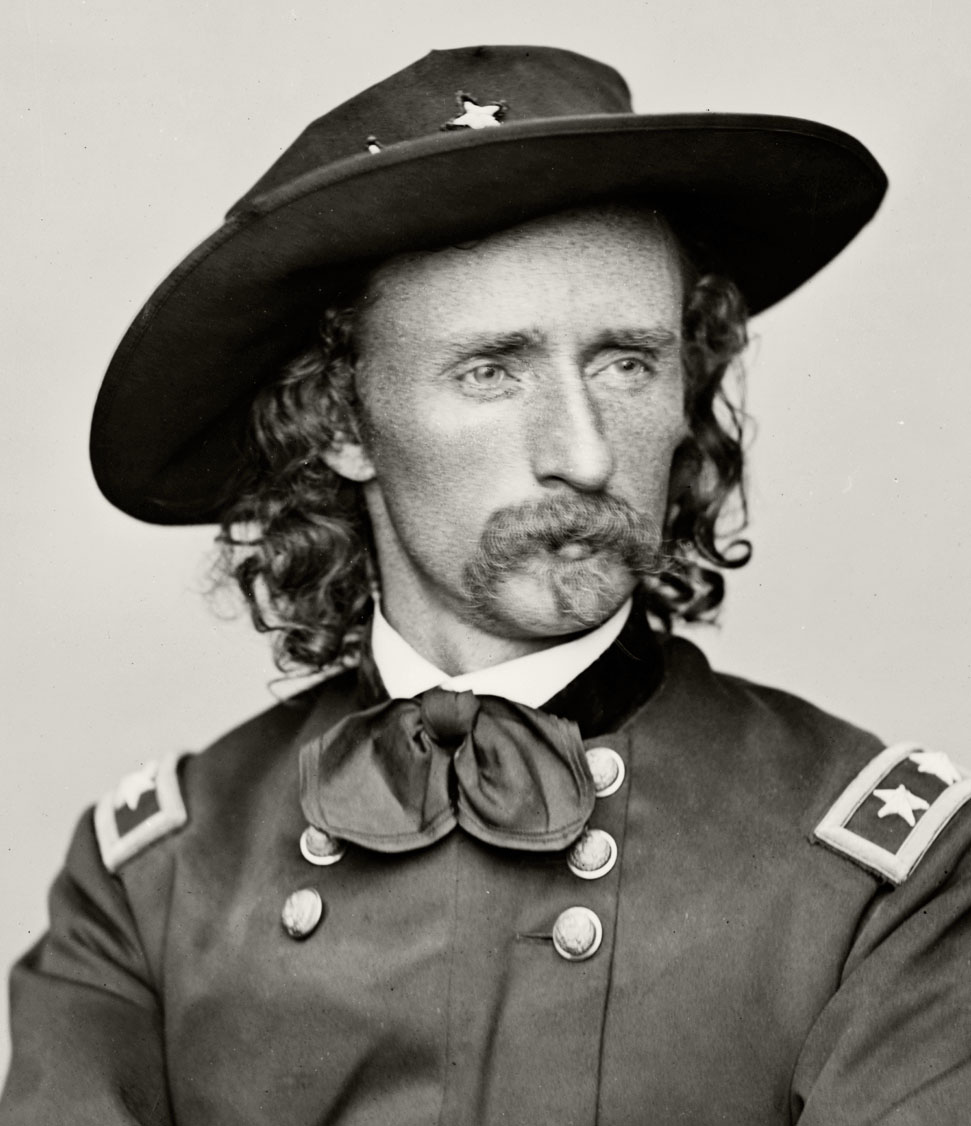
George Armstrong Custer (* 5. prosince)

- 2. ledna – Gustave Trouvé, francouzský elektrotechnik a vynálezce († 27. července 1902)
- 19. ledna – Paul Cézanne, francouzský malíř († 22. října 1906)
- 25. ledna – Frederikke Federspiel, dánská fotografka († 16. června 1913)
- 27. ledna – Nikolaj Ivanovič Bobrikov, ruský generál, generální guvernér Finského velkoknížectví († 17. června 1904)
- 30. ledna – Hippolyte Sebert, francouzský generál, vědec a esperantista († 23. ledna 1930)
- 11. února
  - Josiah Willard Gibbs, americký fyzik a chemik († 28. dubna 1903)
  - Almon Strowger, americký vynálezce († 26. května 1902)
- 18. února – Harry Govier Seeley, britský paleontolog († 8. ledna 1909)
- 22. února – Francis Church, americký vydavatel a novinář († 11. dubna 1906)
- 15. března – August Rohling, rakouský katolický teolog a antisemita († 23. ledna 1931)
- 16. března – Sully Prudhomme, francouzský básník a esejista († 6. září 1907)
- 17. března – Josef Gabriel Rheinberger, německý hudební skladatel a klavírista († 25. listopadu 1901)
- 21. března – Modest Petrovič Musorgskij, ruský skladatel a klavírista († 28. března 1881)
- 1. dubna – Sanjútei Enčó, japonský vypravěč († 11. srpna 1900)
- 2. dubna – Toussaint-Bernard Émeric-David, francouzský historik umění (* 20. srpna 1755)
- 12. dubna
  - Victorin de Joncières, francouzský hudební skladatel a kritik († 10. června 1903)
  - Nikolaj Prževalskij, ruský geograf a cestovatel († 1. listopadu 1888)
- 20. dubna – Karel I. Rumunský, rumunský král († 10. října 1914)
- 22. dubna – August Wilhelm Eichler, německý botanik († 2. března 1887)
- 30. dubna
  - Floriano Peixoto, druhý prezident Brazilské republiky († 29. července 1895)
  - Karel Salvátor, arcivévoda rakouský a princ toskánský († 18. ledna 1892)
- 12. května – Adolf Svätopluk Osvald, slovenský spisovatel († 4. července 1876)
- 28. května
  - Wilhelm von Hartel, předlitavský klasický filolog a politik († 14. ledna 1907)
  - Luigi Capuana, sicilský spisovatel a novinář († 29. listopadu 1915)
- 13. června – Modest Urgell, zvaný Katúfol, katalánský malíř a autor komedií († 3. dubna 1919)
- 16. června – Julius Petersen, dánský matematik († 5. srpna 1910)
- 21. června – Joaquim Maria Machado de Assis, brazilský spisovatel († 29. září 1908)
- 30. června – Dawid Abrahamowicz, předlitavský politik († 24. prosince 1926)
- 7. července – Eduard Ebel, německý duchovní, básník a skladatel († 30. ledna 1905)
- 8. července – John D. Rockefeller, americký průmyslník († 23. května 1937)
- 22. července – Jakob Hurt, estonský lingvista, teolog a folklorista († 13. ledna 1907)
- 27. července – Leopold Oser, rakouský lékař a vynálezce († 22. srpna 1910)
- 4. srpna – Walter Pater, anglický esejista, literární a výtvarný kritik († 30. července 1894)
- 6. srpna – Raimund von Stillfried, rakouský malíř a fotograf († 12. srpna 1911)
- 9. srpna – Karel Teodor Bavorský, bavorský vévoda a oční lékař († 30. listopadu 1909)
- 10. srpna – Alexandr Stoletov, ruský fyzik († 27. května 1896)
- 26. srpna – Kristen Feilberg, dánský fotograf († 1919)
- 2. září – Henry George, americký ekonom, politik a novinář († 29. října 1897)
- 10. září – Charles Sanders Peirce, americký matematik, logik a filosof († 19. dubna 1914)
- 13. září – Ole Falck Ebbell, norský architekt († 29. června 1919)
- 20. září – Cecilie Bádenská, bádenská princezna a ruská velkokněžna († 12. dubna 1891)
- 2. října – Hans Thoma, německý malíř a grafik († 7. listopadu 1924)
- 18. října – Cyrus Teed, zvaný Koresh, zakladatel sekty Koreshiáni († 22. prosince 1908)
- 19. října – Jane Morris, anglická modelka († 26. ledna 1914)
- 20. října – Marie Festeticsová, první dvorní dáma rakouské císařovny Sissi († 17. dubna 1923)
- 29. října – Imre Steindl, maďarský architekt († 31. srpna 1902)
- 30. října
  - Alfred Sisley, anglický malíř († 29. ledna 1899)
  - Adolph von Asch, bavorský ministr války († 18. února 1906)
- 7. listopadu – Hermann Levi, německý klavírista, dirigent a skladatel († 13. května 1900)
- 17. prosince – Ferdinand de Rothschild, rakouský baron, bankéř, sběratel umění a politik († 17. prosince 1898)
- 18. prosince – Adolf Daens, vlámský kněz, politik a sociální aktivista († 14. června 1907)
- 5. prosince – George Armstrong Custer, velitel kavalerie armády Spojených států († 25. června 1876)
- 8. prosince – Théodule-Armand Ribot, francouzský psycholog († 9. prosince 1916)
- 22. prosince – Benjámin Kállay, ministr financí Rakouska-Uherska († 13. července 1903)
- 26. prosince – Hermann August Seger, německý chemik († 30. října 1893)

## Úmrtí

### Česko
- 2. ledna – Josef Krasoslav Chmelenský, obrozenecký básník (* 7. srpna 1800)
- 8. února – Heinrich Scholz, právník a pedagog činný v Olomouci (* 4. srpna 1764)
- 28. června – Tomáš Fryčaj, kněz, národní buditel a spisovatel (* 20. června 1759)
- 30. září – Joseph Maria Wolfram, hudební skladatel a politik (* 21. července 1789)
- 7. listopadu – Jan Nepomuk Augustin Vitásek, skladatel a hudebník (* 20. února 1771)

### Svět

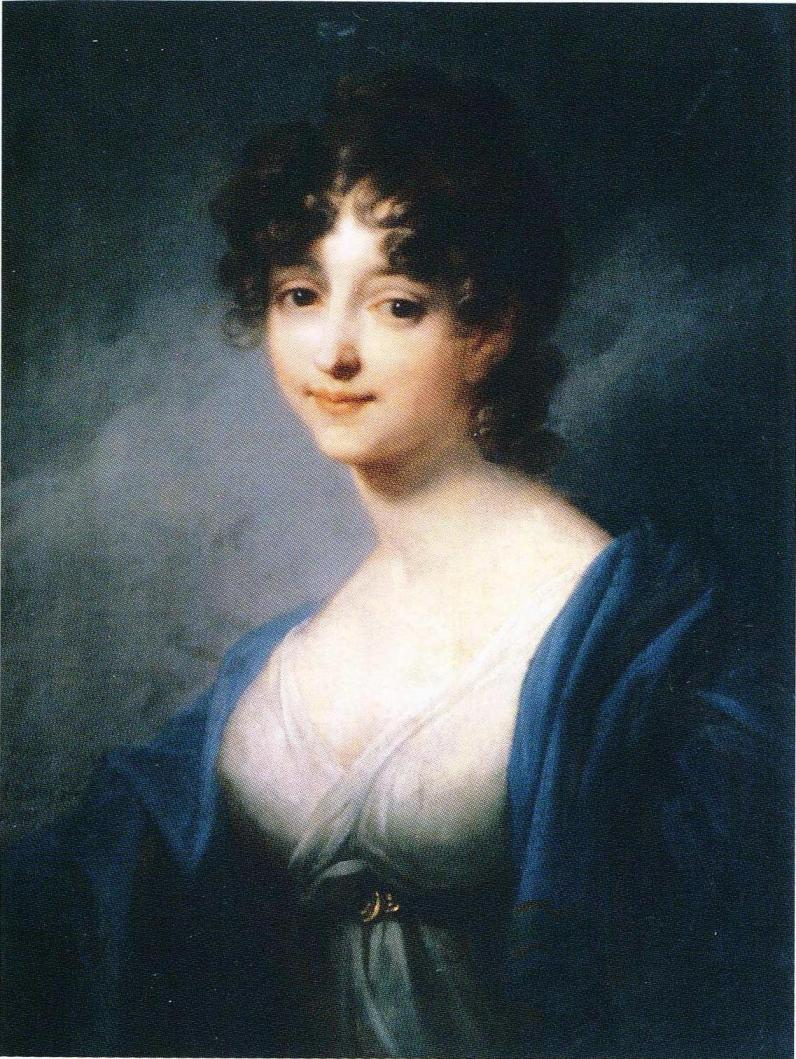
Kateřina Vilemína Zaháňská († 29. listopadu)

- 12. ledna – Joseph Anton Koch, rakouský malíř a grafik (* 27. července 1768)
- 14. ledna – Jekatěrina Nelidová, milenka ruského cara Pavla I. (* 23. prosince 1756)
- 1. února
  - Giuseppe Valadier, italský architekt, urbanista, archeolog a zlatotepec (* 14. dubna 1762)
  - Albrecht Besserer von Thalfingen, bavorský generál (* 8. října 1787)
- 2. března – Šarlota Bonapartová, neteř francouzského císaře Napoleona I. (* 31. října 1802)
- 15. března – Cipriano Palafox y Portocarrero, hrabě z Montija a otec poslední francouzské císařovny Evženie (* 1784)
- 13. května – Joseph Fesch, francouzský arcibiskup a kardinál (* 3. ledna 1763)
- 18. května – Caroline Bonaparte, nejmladší sestra Napoleona Bonaparte (* 25. března 1782)
- 10. června – Fernando Sor, španělský kytarista a skladatel (* 14. února 1778)
- 30. června – Mahmut II., turecký sultán (* 20. července 1785)
- 5. července – Milan Obrenović II., srbský kníže (* 21. října 1819)
- 28. srpna – François Régis de La Bourdonnaye, francouzský politik (* 19. března 1767)
- 22. září – Pavel Čong Ha-sang, korejský křesťanský aktivista a světec (* 1795)
- 29. září – Friedrich Mohs, německý geolog a mineralog (* 29. ledna 1773)
- 3. října – Chatam Sofer, židovský učenec, bratislavský rabín (* 24. září 1762)
- 13. listopadu – William Otis, americký vynálezce parního rypadla (* 20. září 1813)
- 29. listopadu – Kateřina Vilemína Zaháňská, slezská šlechtična a politička (* 8. února 1781)
- 3. prosince – Frederik VI., dánský a norský král (* 28. ledna 1768)
- 31. prosince – Hyacinthe-Louis de Quélen, pařížský arcibiskup (* 8. října 1778)

## Hlavy států

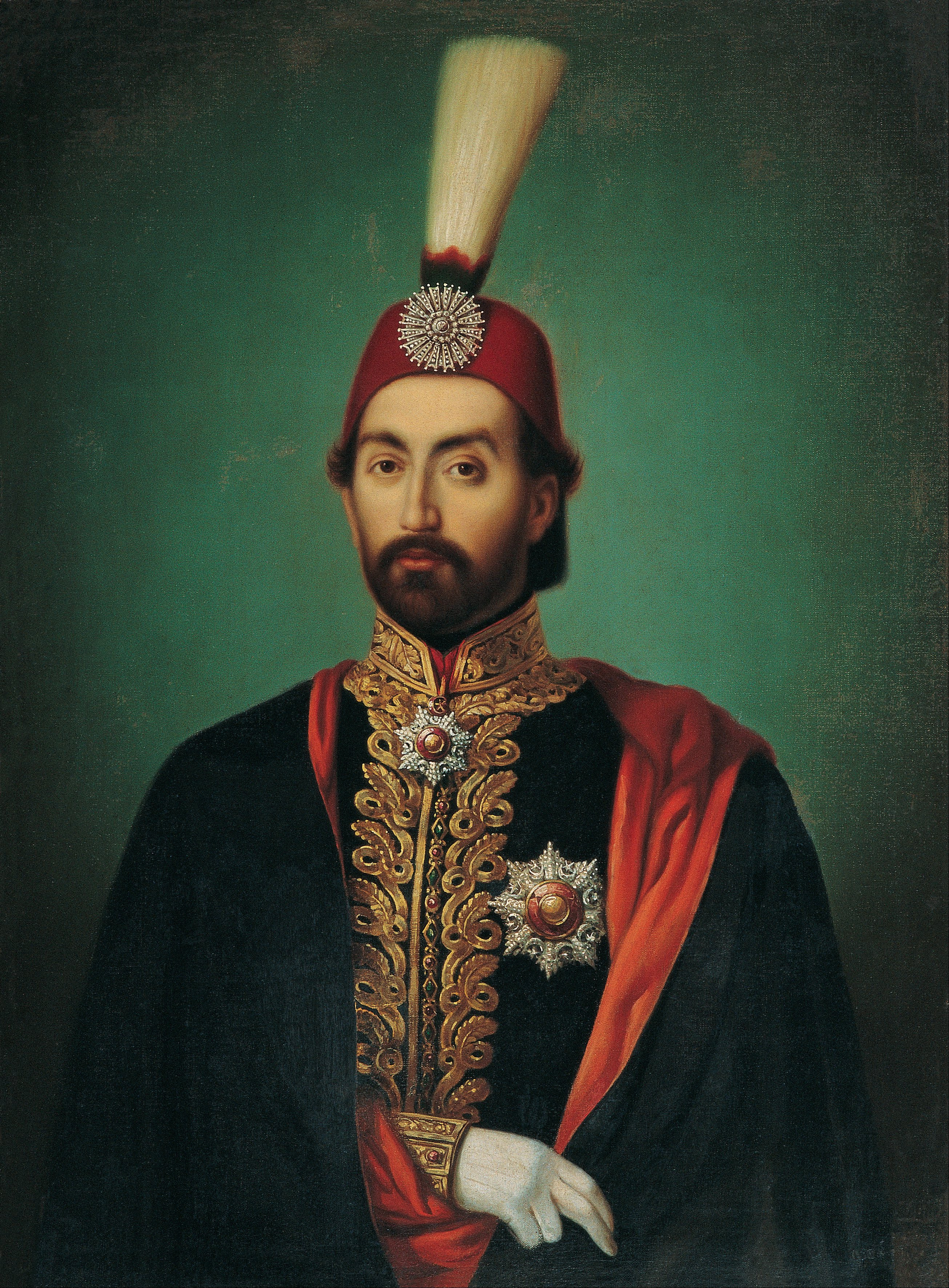
Osmanským sultánem se stal Abdülmecid I.

- Francie – Ludvík Filip (1830–1848)
- Království obojí Sicílie – Ferdinand II. (1830–1859)
- Osmanská říše – Mahmut II. (1808–1839) do 1. července / Abdülmecid I. (1839–1861) od 2. července
- Prusko – Fridrich Vilém III. (1797–1840)
- Rakouské císařství – Ferdinand I. (1835–1848)
- Rusko – Mikuláš I. (1825–1855)
- Spojené království – Viktorie (1837–1901)
- Španělsko – Isabela II. (1833–1868)
- Švédsko – Karel XIV. (1818–1844)
- USA – Martin Van Buren (1837–1841)
- Papež – Řehoř XVI. (1830–1846)
- Japonsko – Ninkó (1817–1846)
- Lombardsko-benátské království – Rainer Josef Habsbursko-Lotrinský